# Mary Harney
Mary Harney (11 de marzo de 1953) es una expolítica irlandesa y ex canciller de la Universidad de Limerick.
Fue líder del partido Demócratas Progresistas entre 1993 y 2006 y nuevamente de 2007 a 2008, retomando el cargo después de que su sucesor, Michael McDowell, perdiera su escaño en las elecciones generales de 2007. Es la segunda mujer, que como Teachta Dála (TD) del Dáil Éireann, ha servido durante más tiempo en este órgano. Como TD fue candidata de los distritos electorales Dublin South-West y Dublin Mid-West de 1981 a 2011.
Fue la primera mujer Tánaiste de Irlanda de 1997 a 2006, y la primera mujer en liderar un partido en el Dáil Éireann.

## Juventud y educación
Harney nació en Ballinasloe, condado de Galway, en 1953.Sus padres, que vivían en la cercana Ahascragh, eran ambos agricultores, pero poco después de su nacimiento su familia se mudó aNewcastle, condado de Dublín. Fue educada en el Convento de la Misericordia, Inchicore, y en el Convento de Presentación, Clondalkin, antes de estudiar en el Trinity College de Dublín.
Durante su estancia en Trinity, se convirtió en la primera auditora (presidenta) de la Sociedad Histórica Universitaria.En 1976, se graduó con una Licenciatura en Estudios Económicos y Sociales y durante un breve tiempo fue profesora de escuela secundaria en Castleknock College en Dublín.

## Carrera política: 1977-2011

### Fianna Fáil: 1977–1985
Harney llamó la atención del líder del Fianna Fáil, Jack Lynch, y se presentó sin éxito como candidata del Fianna Fáil en las elecciones generales de 1977. Luego, Lynch, que se había convertido en Taoiseach, la nombró miembro del Seanad Éireann.Era la miembro más joven del Seanad cuando fue nombrada, con 24 años.
En 1979, Harney tuvo su primer éxito electoral cuando fue elegida miembro del Consejo del Condado de Dublín. Dos años más tarde fue elegida miembro del Dáil en las elecciones generales de 1981 por Dublin South-West. Conservó su escaño en todas las elecciones hasta su jubilación en 2011, y se trasladó al nuevo distrito electoral Dublin Mid-Wesr en las elecciones generales de 2002, cuando se creó a partir de parte del suroeste de Dublín.
Como miembro de la llamada Banda de los 22, fue expulsada del partido tras votar a favor del Acuerdo Angloirlandés en 1985.

### Fundación de los Demócratas Progresistas: 1985-1997
Harney se convirtió en miembro fundador de los Demócratas Progresistas con Desmond O'Malley y Bobby Molloy en diciembre de 1985.
Tras las elecciones generales de 1989, los demócratas progresistas formaron un gobierno de coalición con Fianna Fáil, dirigido en ese momento por Charles Haughey. Harney fue nombrado Ministro de Estado responsable de la Protección del Medio Ambiente. Como Ministra de Estado, defendió la legislación para prohibir la venta de carbón bituminoso en Dublín, eliminando así la niebla contaminante de la ciudad. Ocupó este cargo hasta que el partido se retiró del gobierno a finales de 1992. En febrero de 1993, Harney fue nombrada líder adjunta de los Demócratas Progresistas y sucedió a O'Malley como líder del partido en octubre de ese año, convirtiéndola en la primera mujer líder de un partido político irlandés en Dáil Eireann.

### Vuelta de la coalición con Fianna Fáil: 1997-2004
Tras las elecciones generales de 1997 y largas negociaciones, los demócratas progresistas formaron un gobierno de coalición con Fianna Fáil. Harney fue nombrada la primera mujer Tánaiste y la primera ministra de Empresa, Comercio y Empleo. Harney utilizó sus poderes para iniciar trece investigaciones sobre empresas que, según los tribunales, podrían haber violado la ley de empresas.Después de las elecciones generales de 2002, Harney llevó a los demócratas progresistas, que habían duplicado sus escaños de cuatro a ocho, nuevamente a la coalición con Fianna Fáil, la primera vez que un gobierno fue reelegido desde 1969. Fue reelegida como Tánaiste y Ministra de Empresa, Comercio y Empleo. Inauguró la Junta de Evaluación de Lesiones Personales (PIAB) en mayo de 2004, para reducir los altos costos de litigio en casos de lesiones personales y compensar a los demandantes de manera rápida y económica. Esta fue una importante reforma del mercado de seguros a la que la profesión jurídica se opuso durante mucho tiempo. 
Harney fue el representante de Irlanda en el Consejo Europeo de Ministros para la Directiva sobre Patentes de Software.Debido a que la primera lectura del consejo cayó durante la presidencia irlandesa del Consejo Europeo, ella presidió la reunión que descartó las enmiendas del Parlamento Europeo que confirmaban la exclusión de las innovaciones de software de lo que constituye materia patentable.[cita requerida]
En diciembre de 2001, Harney utilizó polémicamente un avión del Air Corpspara viajar al condado de Leitrim y abrir la oficina sin licencia de un amigo en Manorhamilton; el viaje costó 1.500€. Más tarde, Harney se disculpó por haber abusado de su posición al utilizar el avión para asuntos no gubernamentales y admitió que utilizar el avión estaba mal. El avión debía utilizarse el 90% del tiempo exclusivamente para vigilancia marítima.

### Ministra de Salud y Infancia: 2004-2011
En una reorganización del gobierno el 29 de septiembre de 2004, Harney fue nombrada Ministra de Salud y Infancia.
En mayo de 2006, la Organización Irlandesa de Enfermeras aprobó por unanimidad una moción de censura contra Mary Harney, acusándola de ser negativa y antagónica con las enfermeras.Su política de transferir camas privadas de hospitales públicos a hospitales privados también generó críticas.
En marzo de 2006, 16 meses después de que asumiera el cargo de ministra de Sanidad, la OIE afirmó que un número récord de 455 personas estaban esperando en camas de hospital en un día (aunque el Ejecutivo del Servicio de Salud dio una cifra de 363 personas).En junio de 2006, Health Consumer Powerhouse clasificó al servicio de salud irlandés como el segundo menos "favorable para el consumidor" de la Unión Europea y Suiza, ocupando el puesto 25 entre 26 países, sólo por delante de Lituania.Sin embargo, cuando se realizó la misma encuesta un año después, el servicio de salud irlandés mostró una mejora significativa, ubicándose en el puesto 16 entre 29 países, con una puntuación incluso superior a la del NHS de Gran Bretaña, que quedó en el puesto 17 en la encuesta.
En julio de 2006, el periódico Ireland on Sunday reportó que la madre de Mary Harney, Sarah Harney, se saltó una cola de dos casos de emergencia para recibir una cirugía de cadera en el Hospital Adelaide and Meath en Tallaght. La acusación fue rotundamente negada por la ministra.El sesenta por ciento de los que respondieron a una encuesta de The Irish Times en diciembre de 2006 dijeron que el nombramiento de Harney para el cargo de Ministro de Salud no había conducido a ninguna mejora en el servicio de salud. Fine Gael, el Partido Laborista y los propios partidarios de los Demócratas Progresistas de Harney fueron los que expresaron mayor satisfacción, mientras que la gente de Dublín sintió la mayor insatisfacción a nivel regional.

El mismo año, en calidad de Ministra de Salud, Mary Harney introdujo la equiparación de riesgos en el mercado sanitario irlandés. A pesar de los procedimientos del Tribunal Superior, el controvertido cambio fue confirmado. En enero de 2007, un memorando filtrado decía que la estrategia de atención del cáncer planificada, que debía completarse en 2011, no se entregaría a tiempo. Harney lo negó y dijo que desde la filtración del memorando se había avanzado mucho, aunque no dio más detalles. El plan era permitir servicios de radioterapia a nivel nacional para 2011.

### Dimisión y regreso como líder del partido: 2006-2008
El 7 de septiembre de 2006, Mary Harney anunció que dimitía como líder de los demócratas progresistas y que seguiría siendo líder hasta que se eligiera un sucesor. Dijo que quería continuar como Ministra de Salud pero afirmó que era una cuestión de su sucesor y del Taoiseach. Fue reemplazada por el entonces ministro de Justicia, Michael McDowell, después de que Tom Parlon y la diputada Liz O'Donnell lo nominaran. Parlon se convirtió en presidente del partido y líder adjunto de O'Donnell en un acuerdo con McDowell después de muchas especulaciones de que la pareja también buscaría el liderazgo.
Tras el mal desempeño de los Demócratas Progresistas en las elecciones generales de 2007, en las que el partido perdió seis de sus ocho escaños, incluido el del líder del partido Michael McDowell, Harney retomó su papel como líder del partido. Las reglas de los demócratas progresistas en ese momento estipulaban que el líder del partido debía ser un TD, y Harney era uno de los dos únicos TD que quedaban; ella reasumió el liderazgo en calidad de interina. Tras un cambio de reglas que amplió la elegibilidad, el senador Ciarán Cannon la sucedió como líder del partido el 17 de abril de 2008.

### TD independiente: 2008-2011
Cuando los demócratas progresistas votaron a favor de disolverse en noviembre de 2008, Harney dijo que permanecería como TD independiente una vez que el partido se disolviera.

### Renuncia como ministra y retiro del Dáil: 2011
El 15 de enero de 2011, Harney presentó su dimisión como Ministra de Salud y Infancia al Taoiseach Brian Cowen.También afirmó que no participaría en las elecciones generales de 2011.

## Críticas
Junto a su predecesor en el Departamento de Salud, Micheál Martin, y funcionarios de dos destacadas clínicas de fertilidad de Dublín, recibió un paquete que incluía una carta amenazante el 29 de febrero de 2008. 
La concejala Louise Minihan, miembro del Ayuntamiento de Dublín, arrojó pintura roja sobre Harney el 1 de noviembre de 2010 mientras Harney inauguraba un nuevo centro de salud al lado del Hospital Cherry Orchard en Ballyfermot.Minihan fue detenida y posteriormente puesta en libertad.
El 12 de noviembre de 2010, el coche ministerial de Harney fue arrojado con huevos y queso cuando llegaba a Nenagh, por manifestantes que aludían a la "degradación del hospital [local]".

### Escándalo de gastos del FÁS
En 2004 viajó a Florida con altos ejecutivos de FÁS, funcionarios del departamento y su marido, Brian Geoghegan, y estaba recibiendo del contribuyente más de 100 euros diarios de subsistencia cuando FÁS pagó la factura de su peluquería en un hotel de Florida. Como todos los ministros del gobierno que viajan al extranjero, tenía derecho a una asignación diaria para "gastos adicionales" 
En una entrevista de RTÉ Radio 1 el 27 de noviembre de 2008, Fianna Fáil TD Mary O'Rourke describió la participación de Harney en el escándalo como "un montón de alboroto".
El 28 de noviembre de 2008, Harney defendió su uso de los gastos durante un viaje del FÁS a los EE. UU., diciendo que "no estaba de vacaciones", que no había utilizado impuestos públicos para su aseo personal, que el uso del avión del gobierno para el viaje lo hizo el Taoiseach y ella había seguido los consejos para reclamar sus gastos. Reconoció haber conocido a un familiar durante una hora mientras estaba en Estados Unidos. El líder del Partido Laborista, Eamon Gilmore, dijo en la conferencia de su partido que Harney debería dimitir debido a su desempeño como Ministra de Salud.

### Casos de difamación
En 2002, Harney resolvió un caso por difamación con la revista Magill por alrededor de 25.000 euros, y en 2004 resolvió un caso contra el Sunday Independent por 70.000 euros. En mayo de 2011, recibió una compensación de 450.000 euros de la radio Newstalk por un insulto hecho sobre ella en directo por la periodista Nell McCafferty . 

## Etapa fuera de la política

### Membresías de la junta
En 2012, Harney se unió a la junta directiva de una nueva empresa de atención médica, Cara. En su primera entrevista desde que dejó el cargo, Harney dijo que se unió a las juntas directivas de dos empresas emergentes irlandesas de "alto potencial", Cara Health y Ward Biotech. También participó en conferencias y dijo: "Hablé recientemente en una conferencia de cirujanos en Nueva York sobre mi experiencia como ministra de Sanidad y en Berlín sobre el sector farmacéutico irlandés". En abril de 2012, Harney se unió a la junta directiva de la aseguradora de flotas de automóviles Euro Insurances, una filial irlandesa del gigante holandés de arrendamiento Leaseplan. El empresario farmacéutico indio Kiran Mazumdar-Shaw nombró a Harney miembro de la junta directiva de Biocon, una empresa con sede en Bangalore que emplea a 7.000 personas y se expande en Malasia.
El 17 de abril de 2016, Harney intervino en las conversaciones de formación de gobierno, alegando que el estancamiento dañaría "la reputación de Irlanda" en comentarios pronunciados durante su discurso de clausura en la conferencia de tres días Mujeres en los Medios en Ballybunion. En el mismo discurso, Harney, que asistió con su marido Brian Geogheghan, afirmó que "cuando dejó la vida pública tomó la decisión consciente de dejar atrás la política".

## Reconocimiento
En 2019, Trinity College Dublin otorgó a Harney un doctorado honoris causa.

## Vida personal
En noviembre de 2001, Harney se casó con Brian Geoghegan, un hombre de negocios, en una discreta ceremonia vespertina en Dublín, un día en el que asistió a varias reuniones políticas importantes.